# Aprostocetus planiusculus
Aprostocetus planiusculus är en stekelart som först beskrevs av Thomson 1878.  Aprostocetus planiusculus ingår i släktet Aprostocetus och familjen finglanssteklar. Arten är reproducerande i Sverige. Inga underarter finns listade i Catalogue of Life.